# Reprezentacja Portugalii w piłce siatkowej mężczyzn
Reprezentacja Portugalii w piłce siatkowej mężczyzn – narodowa reprezentacja tego kraju, reprezentująca go na arenie międzynarodowej. W 2010 drużyna zakwalifikowała się na mistrzostwa Europy 2011 bez potrzeby rozgrywania baraży.

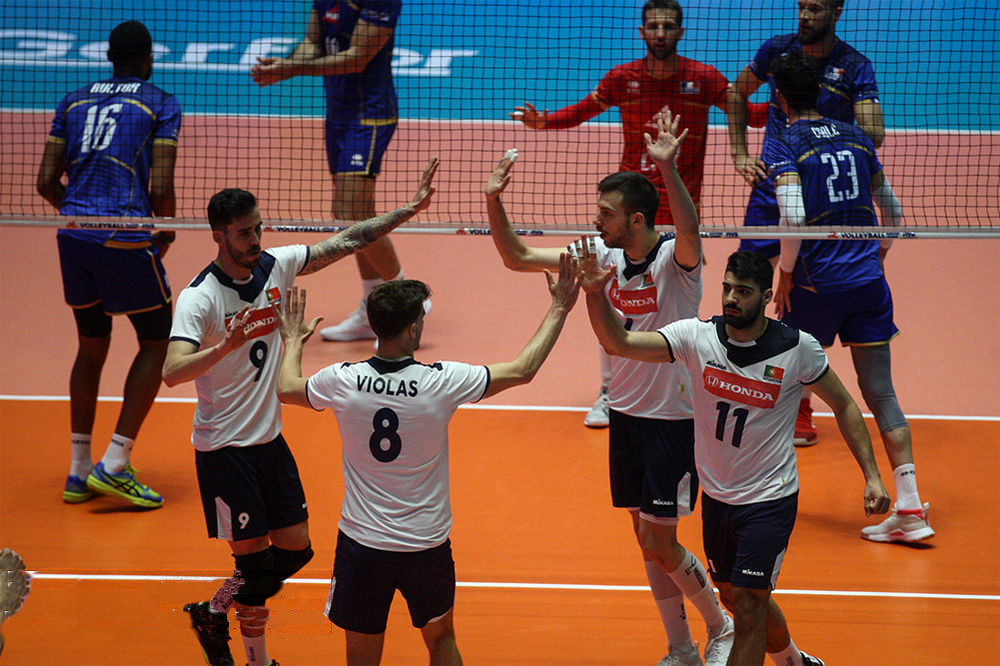
Reprezentacja Portugalii podczas Ligi Narodów 2019

## Rozgrywki międzynarodowe
Mistrzostwa Świata:
- 1956 – 15. miejsce
- 2002 – 8. miejsce
- 2025 –

Mistrzostwa Europy:
- 1948 – 4. miejsce
- 1951 – 7. miejsce
- 2005 – 10. miejsce
- 2011 – 14. miejsce
- 2019 – 20. miejsce
- 2021 – 15. miejsce
- 2023 – 10. miejsce

Liga Europejska:
- 1. miejsce – 2010
- 2. miejsce – 2007
- 3. miejsce – 2009

## Trenerzy
Lista obejmuje trenerów od 1998 r.
- 1998-2001  António Rodrigues
- 2001-2004  Juan Diaz Mariño
- 2005  Orlando Samuels Blackwood
- 2006  Francisco dos Santos
- 2007-2009  Jorge Schmidt
- 2010-2011  Juan Diaz Mariño
- 2012-2013  Flavio Gulinelli
- 2014-2021  Hugo Silva
- 2021-  João José